# Kverneland

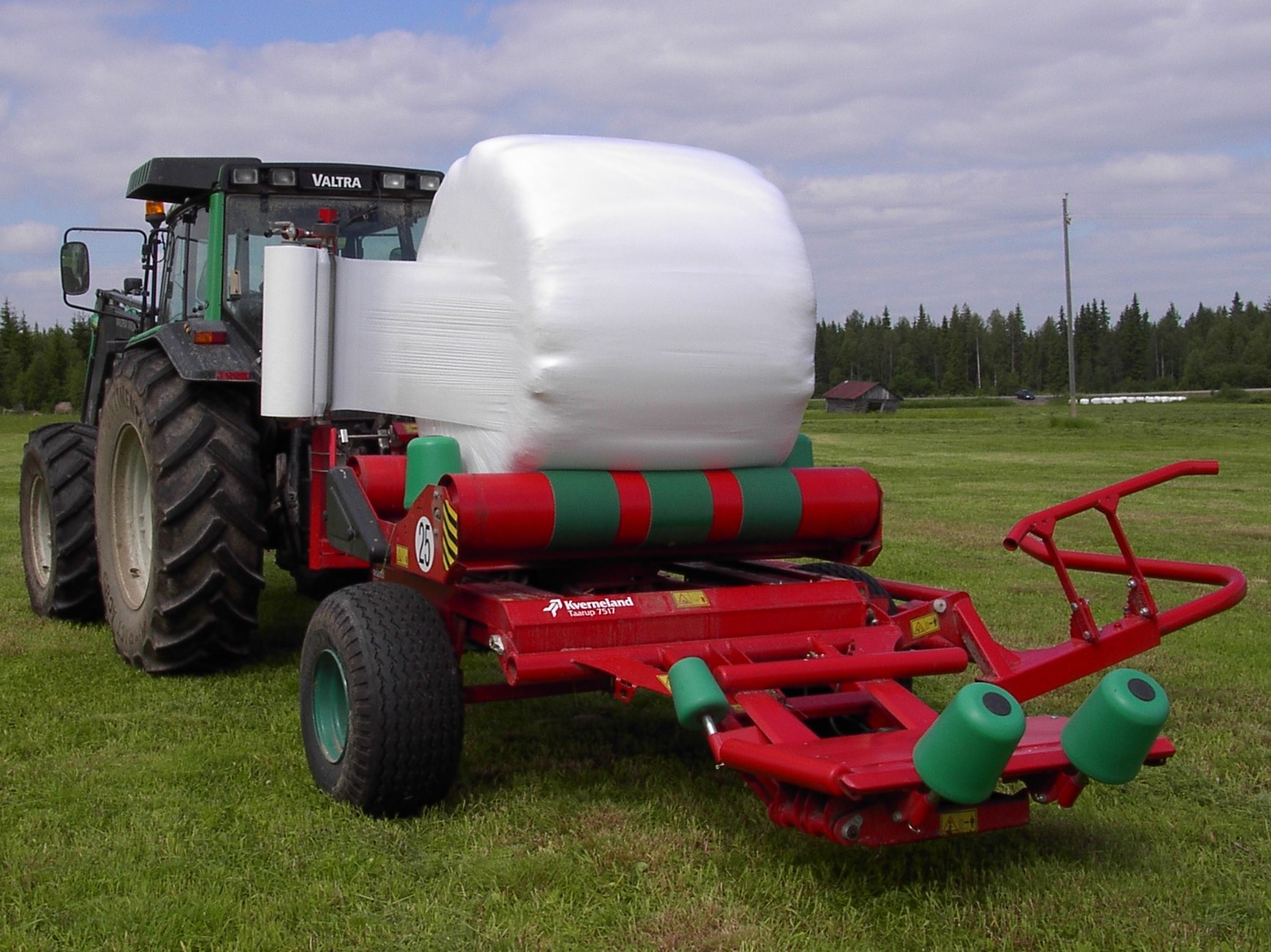
Ballenwickler von Kverneland Taarup

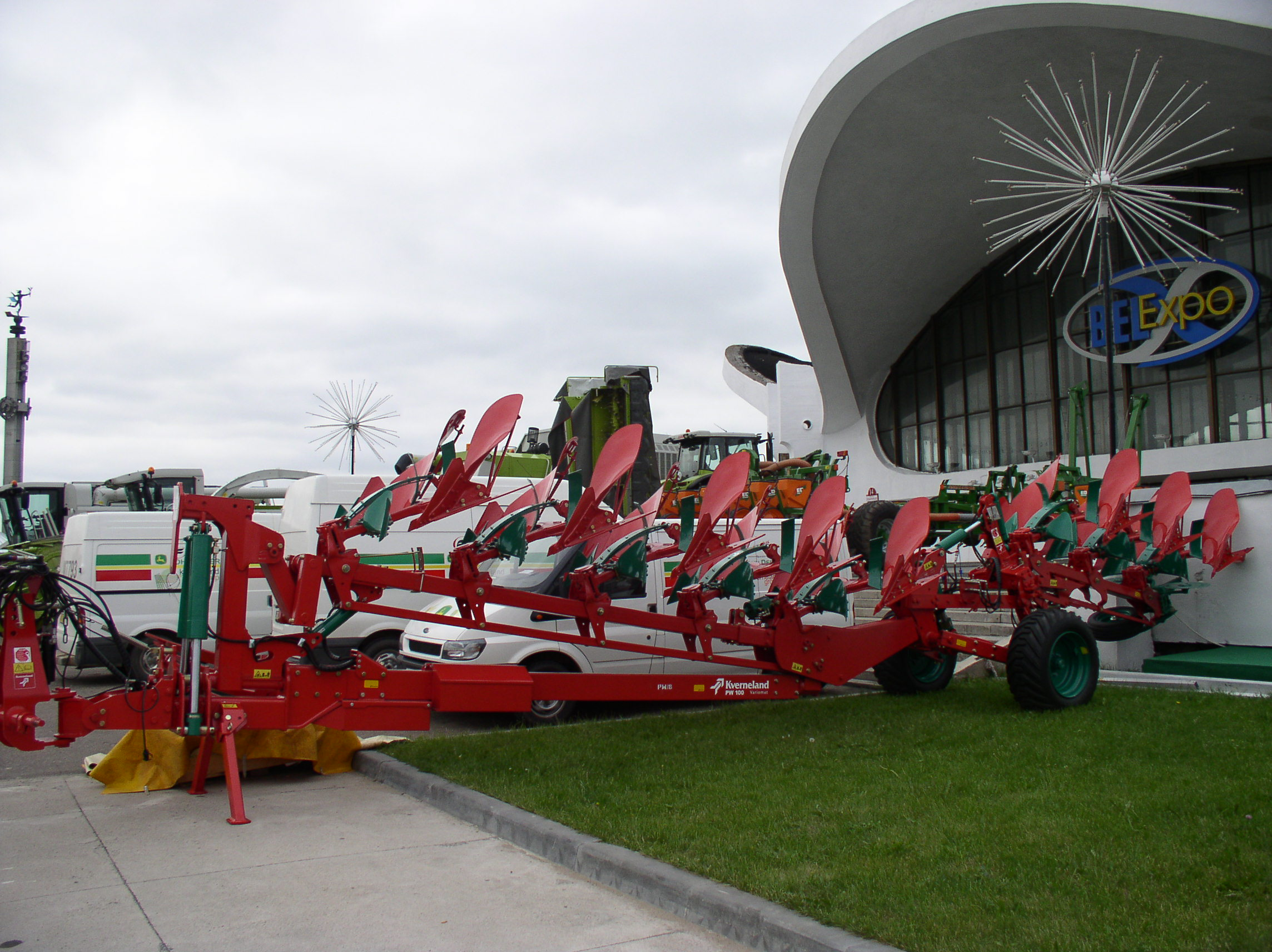
8-schariger Aufsattelpflug von Kverneland

Die Kverneland Group ist ein norwegisches Unternehmen, das sich auf die Herstellung von landwirtschaftlichen Anbaugeräten spezialisiert hat. Der Name des Unternehmens geht auf den Gründer, Ole Gabriel Kverneland, zurück, der 1879 in Norwegen seine Schmiede eröffnete. Seit 2012 ist Kverneland mehrheitlich im Besitz von Kubota.

## Geschichte
1879 gründete Ole Gabriel Kverneland in Kvernaland die „O.G. Kvernelands Fabrik“ zur maschinellen Produktion von Sensen. 1894 firmierte das Unternehmen zur „Kvernelands Fabrikk A/S“ um. Zu diesem Zeitpunkt produzierte Kverneland hauptsächlich mit Pferden betriebene Pflüge und Eggen.
1928 wurde neben einer neuen Serie von Heugabeln und Eggen auch der erste Traktorpflug des Unternehmens vorgestellt. 1955 übernahm Kverneland das Brumunddaler Unternehmen Globus Maskinfabrikk AS, das vorrangig Dreschmaschinen produzierte.
1993 folgte die Übernahme des dänischen Landmaschinenproduzenten Taarup. Drei Jahre später wurde Accord aus Soest übernommen. 1998 wurde die niederländische Greenland Group übernommen, die die beiden Marken Vicon und Deutz-Fahr (nur die Futtererntetechnik) in den Konzern brachte. Ein Jahr später wurde Rau Landtechnik, ein Hersteller von Bodenbearbeitungsgeräten und Spritzen, übernommen.
1997 übernahm man die Firma Silo-Wolff.
2009 wurde der Bereich für Ballenpressen zusammen mit dem Werk in Geldrop an das Unternehmen Kuhn Landmaschinen verkauft.
2009 wurden die Entwürfe, Patente und Produkte für die Raufuttergewinnung der Firma Veenhuis der Kverneland Group übertragen. Diese wird die Produktreihe unter den Namen Vicon und Kverneland Taarup führen. In den Jahren 2010 und 2011 werden die Produkte im Auftrag von Kverneland noch von Veenhuis hergestellt, später wird die Produktion an einen anderen Ort verlegt. Veenhuis wird die Lieferung von Ersatzteilen sowie Servicearbeiten für seinen bestehenden Kundenkreis fortsetzen. 2018 wurde die Partnerschaft zwischen Kverneland und Veenhuis beendet.
Ende Dezember 2011 wurde Kubota mit rund 32 % der Aktien einer der größten Aktionäre von Kverneland. 2012 sicherte sich die Kubota Corporation ein weiteres Aktienpaket. Kubota ist seither Mehrheitsaktionär. Im Mai 2012 wurde das Unternehmen von der Börse genommen.
2012 wurde der italienische Hersteller Gallignani übernommen. Im ehemaligen Gallignani-Werk in Russi werden seither Rundballenpressen gefertigt, in Lizenz auch für den AGCO-Konzern mit dessen Marken Fendt und Massey Ferguson.
2015 stellte Kverneland auf der Agritechnica eine Baureihe von selbstfahrenden Feldspritzen vor.

## Produkte und Produktion

### Produktionsstandorte

#### Daqing, Volksrepublik China
2010 eröffnete das Werk in Daqing. Dort werden Mulcher und Anbaukultivatoren gebaut. Zukünftig soll die Produktion auf das gesamte Produktprogramm von Kverneland ausgebaut werden.

#### Geldrop, Niederlande
1937 gründete Petrus Zweegers in Geldrop das Unternehmen PZ. Das Unternehmen wurde 1982 von Greenland und schließlich 1998 von Kverneland übernommen. 2009 wurde der Standort an Kuhn verkauft.

#### Kerteminde, Dänemark
In Kerteminde werden Produkte der Futtererntetechnik, wie z. B. Schwader und Ladewagen, produziert. Der Standort wurde 1877 von der Taarup Maskinfabrik gegründet. Taarup wurde 1993 von Kverneland übernommen. 2006 wurde der Standort umorganisiert und ist seither für die Produktion von Futtererntetechnik der Marken Vicon, Kverneland und in Auftragsfertigung für Deutz-Fahr zuständig. Die Produktion von Deutz-Fahr-Geräten wird zum 1. September 2017 mit Auslaufen des Lizenzvertrages beendet werden.

#### Klepp, Norwegen
Das Stammwerk des Unternehmens befindet sich seit 1879 in Klepp. Neben dem Unternehmenssitz befindet sich hier auch die Produktion von Pflügen.

#### Les Landes-Genusson, Frankreich
In Les Landes-Genusson werden Grubber gebaut.

#### Lipetsk, Russland
Seit 2006 werden im russischen Lipetsk Bodenbearbeitungsgeräte und Sähmaschinen gefertigt.

#### Nieuw-Vennep, Niederlande
Das Werk in Nieuw-Vennep wurde 1955 von Vicon gegründet, 1990 wurde Vicon von Thyssen Bornemisza in die neugeschaffene Greenland integriert und 1998 mit dieser von Kverneland übernommen. In Nieuw-Vennep werden heute Pflanzenschutzgeräte und Düngerstreuer gebaut.

#### Russi, Italien
Durch die Übernahme der Produktion von Rundballenpressen des italienischen Herstellers Gallignani ist Kverneland seit 2012 im Besitz einer Fabrik in Russi. 

#### Soest, Deutschland
Das Werk in Soest wurde von der Maschinenfabrik Accord errichtet. Über diese kam das Werk 1996 an Kverneland. Nach wie vor werden in Soest Sähmaschinen produziert, seit 2016 auch Maschinen unter der Marke Kubota. In Oestinghausen befindet sich das Werk Soest II.

### Marken
- Kverneland für die Bodenbearbeitung
- Kverneland Accord für die Aussaat- und Düngetechnik
- Kverneland Rau für die Pflanzenschutzspritzen
- Kverneland Taarup für die Futtererntetechnik
- Vicon, die weiterhin die Bereiche Futterernte, Pressen und Düngerstreuer abdeckt.

Ehemalige Marken sind PZ Zweegers, die 2008 zusammen mit dem Werk in Geldrop für 115 Millionen Euro an das Unternehmen Kuhn weiterverkauft wurde, sowie Fähse aus dem rheinländischen Düren, die bereits in den 1990er Jahren von dem damals eigenständigen Unternehmen Accord übernommen wurde.

### Produkte

#### Düngerstreuer Vicon

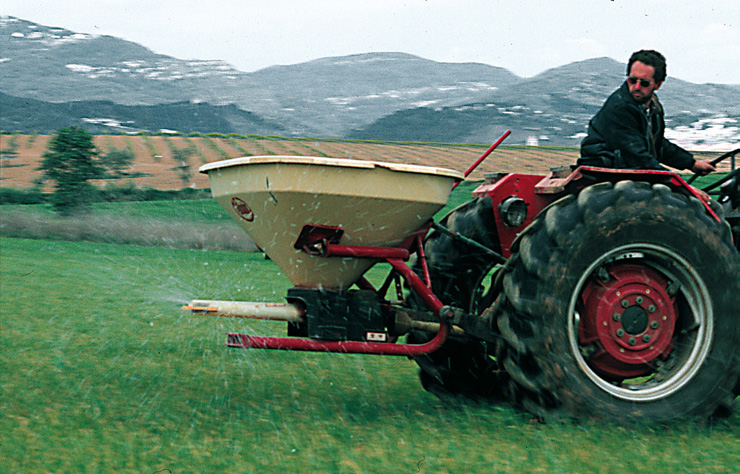
Vicon Kunstdüngerstreuer

In Deutschland wurde überwiegend das Unternehmen Vicon durch seine Düngerstreuer bekannt. Diese bestanden – abgesehen vom Tragrahmen – vollkommen aus Kunststoff, der Behälter war glasfaserverstärkt. Es wurden keine üblichen Streuscheiben, sondern ein pendelndes Kunststoffrohr verwendet. Korrosive Düngemittel können diesen Düngerstreuermodellen nichts anhaben, sodass viele dieser Geräte auch nach 30 Jahren noch im Einsatz sind. Begrenzend wirkt hier jedoch die geringe Wurfweite des Pendelrohres gegenüber Streuscheiben sowie das geringe Behältervolumen.

## Belege
1. ↑  New CEO & President of Kverneland Group, auf www.kvernelandgroup.com (Memento vom 12. März 2015 im Internet Archive), abgerufen am 12. Januar 2015
2. ↑  About Kverneland Group, auf www.kvernelandgroup.com, abgerufen am 12. Januar 2015
3. ↑  Torsten Wegener: Wolff kauft Immobilie zurück. In: Neue Westfälische. Zeitungsverlag Neue Westfälische GmbH & Co. KG, 22. Dezember 2009, abgerufen am 14. Juni 2020.
4. ↑  http://www.landtechnikmagazin.de/Landtechnik-allgemein-Artikel-KUHN-Gruppe-uebernimmt-Ballenpressenbereich-der-Kverneland-Group-1052.php
5. ↑  Landtechnikmagazin über Zusammenarbeit mit Veenhuis
6. ↑  Alfons Deter: Veenhuis und die Kverneland Group beenden Partnerschaft. In: top agrar. Landwirtschaftsverlag Münster, 22. November 2018, abgerufen am 14. Juni 2020.
7. ↑  Kubota übernimmt 31,8% von Kverneland. In: Wochenblatt für Landwirtschaft & Landleben. Landwirtschaftsverlag Münster, 21. Dezember 2011, abgerufen am 14. Juni 2020.
8. ↑  KUBOTA kauft Kverneland Group, auf www.landwirt.com (Memento vom 20. Januar 2021 im Internet Archive), abgerufen am 11. Juli 2015
9. ↑  Kverneland delisting from Oslo Børs, auf www.oslobors.no, abgerufen am 30. Juli 2017
10. ↑  Kverneland Group übernimmt Gallignani, auf www.kvernelandgroup.com (Memento vom 21. November 2015 im Internet Archive), abgerufen am 20. November 2015
11. ↑  http://www.landwirt.com/Kverneland-iXdrive-Selbstfahrer,,16573,,Bericht.html
12. ↑  Kverneland Agricultural Equipment Daqing Co. Ltd., auf www.kvernelandgroup.de, abgerufen am 30. Juli 2017
13. ↑  KUHN übernimmt Ballenpressenbereich der Kverneland Group, auf www.landwirt.com, abgerufen am 30. Juli 2017
14. ↑  Kverneland Group investiert Millionen in Vicon-Futtererntetechnik, auf www.profi.de, abgerufen am 30. Juli 2017
15. ↑  Lizenzvertrag zwischen SDF Group und Kverneland Group endet am 1. September 2017, auf www.kvernelandgroup.de, abgerufen am 30. Juli 2017
16. ↑  KVERNELAND GROUP: Montage in Russland. In: Eilbote online. Eilbote Boomgaarden Verlag GmbH, 18. Mai 2006, abgerufen am 14. Juni 2020 (deutsch).
17. ↑  VICON. Abgerufen am 14. Juni 2020.
18. ↑  https://www.kvernelandgroup.de/Marken-und-Produkte/Vicon/Vicon-Geschichte
19. ↑  Kverneland Group Soest GmbH, auf www.kvernelandgroup.de, abgerufen am 30. Juli 2017
20. ↑  Roman Hünefeld: Kuhn übernimmt Kverneland Ballenpressen. In: profi online. Landwirtschaftsverlag Münster, 20. September 2010, abgerufen am 14. Juni 2020.
21. ↑  Klaus Dreyer: Fähse. In: Geschichte der Landtechnik. Klaus Dreyer, abgerufen am 14. Juni 2020.